# William Tuxford Howe
William Tuxford Howe, britanski general, * 1891, † 1965.